# Gare de Picquigny
Gare de Picquigny – przystanek kolejowy w Picquigny, w departamencie Somma, w regionie Hauts-de-France, we Francji.
Jest przystankiem kolejowym Société nationale des chemins de fer français (SNCF), obsługiwaną przez pociągi TER Picardie i TER Nord-Pas-de-Calais.

## Położenie
Znajduje się na wysokości 17 m n.p.m., na km 144,669 Longueau – Boulogne, pomiędzy stacjami Ailly-sur-Somme i Hangest.